# Spithami
Spithami (in svedese Spithamn) è un villaggio del comune di Lääne-Nigula, situato nella contea di Läänemaa, nell'Estonia nordoccidentale. Fu abitata prevalentemente da estoni di madrelingua svedese fino alla Seconda guerra mondiale. Durante il dominio sovietico fu un'area militare in cui era vietato l'ingresso ai civili.
Forme precedenti del nome del villaggio includono Spithaven, Spithave, Spithaff (tutti menzionati nel 1514), Spythave (1564), Spiuthampn, Spithaven (entrambi 1565) e Spiuthambre (1798). In estone, il villaggio è stato anche chiamato Põõsaspea (citato come Põesapi nel 1922) prima di passare alla forma attuale, che è un adattamento del toponimo svedese originale. Oggi il nome Põõsaspea indica solo un vicino promontorio situato all'interno dei confini del villaggio.